# Кам'яниця «Пори року»
Кам'яниця «Пори року» (також Будинок пір року, кам'яниця Івашкевичів; конскрипційний № 124) — житловий будинок XVII—XIX століття, пам'ятка архітектури національного значення (охоронний № 323). Розташований в історичному центрі Львова, на вулиці Вірменській під № 23. В архітектурній панорамі Львова будинок є пам'яткою доби бідермаєру.

## Історія
Вперше будинок № 23 згадується в документах 1610 року, де він був названий domum — свідчення того, що будинок первісно був дерев'яним. Він належав родині Івашкевичів, від яких і отримав назву Івашкевичівський. У 1652 році будинком володів Ян Вартерисович. У 1690 році власником цього і сусіднього будинку став львівський лікар Івашкевич. У 1764 році новий власник цих будинків, Йосиф Яськевич, вирішив об'єднаних їх в одну кам'яницю. Наступного, 1765 року Яськевич віддав частину кам'яниці капітану Антону Вітовському, родина якого володіла нею до початку XIX століття. Пізніше Катерина Мариновська, сестра Франциска Вітовського, продала вже цілу кам'яницю Матвію Волосянському. Архівні документи 1798 року свідчать про те, що на той час кам'яниця була триповерхова, із «стрихом з комірчиною» та стайнями, існувала і аркова брама для проїзду на подвір'я. 
У другій половині XIX століття будівля неодноразово переходила з рук в руки. Деякий час кам'яниця належала доктору Богуславу Лонгшамп де Берьє з наданням першого поверху в розпорядження Львівського аптекарського суспільства. Станом на 1871 рік власником будинку значився Маєр Тумен. Приблизно в ці ж часи в будинку розташовувалися редакції українських часописів «Ластівка — письмо для русскіх дітей» та «Учитель», які видавав літератор-москвофіл Михайло Климентович (1836—1903)
У 1882 році будинок викупила міська рада Львова з метою влаштування у ньому польської народної школи ім. Григорія Пірамовича, а з тильної сторони (сучасний будинок № 26 по вулиці Лесі Українки) — української школи ім. Маркіяна Шашкевича, яка стала на той момент єдиною львівською школою з українською мовою навчання. Того ж 1882 року обидві будівлі відновили та адаптували під навчальні заклади.
У першій половині XX століття тут розмістилося училище прикладного мистецтва, яке згодом перетворилося на Львівську національну академію мистецтв. У 1930-х роках у будинку також діяла художня майстерня Януша Вітвицького. За незалежної України будинок використовується Академією мистецтв як один із навчальних корпусів.

## Опис кам'яниці
Кам'яниця цегляна, тинькована, асиметрична та витягнута в плані, із внутрішнім подвір'ям. Збудована з переходом від архітектурного стилю класицизму до реалізму другої половини XIX століття. Фасад п'ятивіконний, симетричний, декорований у стилі пізнього класицизму: на першому поверсі рустований, на рівні другого і третього — розкріпований вертикально пілястрами іонічного ордеру, на четвертому поверсі також прикрашений пілястрами, проте простішими та дрібнішими. Завершується фасад карнизом із дентикулами.
Важливим архітектурним елементом будівлі є широкий, на три вікна, балкон, який спирається на чотири кронштейни у формі волют, декорованих квітами та гілками дубу. Балкон прикрашений лаконічною металевою ажурною решіткою, виконаною у стилі класицизму.
Внутрішнє планування будинку — коридорно-анфіладного типу.
Особливістю декору будинку є численні рельєфні вставки та елементи оздоблення, об'єднані темою пір року, місяців, плину часу тощо, завдяки яким будинок отримав свою назву «Пори року».
Центральним елементом композиції є рельєфна вставка між вікнами другого і третього поверхів на центральній осі будинку. На вставці зображено крилату напівлежачу фігуру римського бога Сатурна, який лівим ліктем спирається на пісковий годинник, що відлічує час, а правою підтримує сферу, розділену навпіл вертикальною лінією, по обидві сторони якої вміщено напис латиною linea loci (укр. лінія місця). Над вставкою — напис латиною: Aureus viam in terris Saturnus agebat. Це неточна цитата з поеми Вергілія «Про хліборобство» («Георгіки»): Aureus hanc vitam in terris Saturnus agebat (укр. «Золотий Сатурн таке життя проводив на землях»), проте слово vitam  (укр. життя) з невідомих причин замінено на слово viam (укр. дорога, шлях). Обабіч центральної вставки між вікнами другого і третього поверхів розташовані чотири вставки-барельєфи із зображенням побутових сцен із життя галицьких селян, які символізують пори року. Під вставками також зроблені написи латиною з тієї ж поеми Вергілія. Так на крайньому справа барельєфі показане весняне орання та засівання ниви, на вставкою — напис Ver. (укр. весна), під вставкою — Ergo age terrae pingue solum primis extemplo a mensibus anni fortes inuertant tauri (укр. «тож уже в перші з новим роком місяці хай товщу землі урожайну зорюють дужі воли»). Друга зліва вставка зображає літо, час жнив, над вставкою — напис Aestas, під вставкою — At rubicunda Ceres medio succiditur aestu et medio tostas aestu terit area fruges (укр. «Жовтогарячу в жарінь серпом підтинають Цереру і на токах у жарінь сухе обмолочують збіжжя»). На вставці справа від Сатурна зображений повний фруктів сад і жінки, які виготовляють лляне волокно. Сцену доповнює напис зверху Autumnus (укр. осінь) і знизу Et varios ponit faetus autumnus et alte mitis in apricis coquitur vindemia saxis (укр. «Різного плоду в коші зсипає осінь, а там ось ще припікається гроно п'янке на скельному схилі»). Крайня праворуч вставка символізує зиму і зображає динамічну і святкову сцену із сільськими музиками на санях (ймовірно — весілля); напис зверху — Hyems (укр. зима), знизу — Frigoribus parto argicolae plerumque fruuntur mutuaque inter se laeti convivia corant (укр. «Щойно зима — селяни здебільш утішаються жнивом: поміж собою гуртом веселі вряжають гостини»). У написах цієї «зимової» вставки вже дві помилки: Hyems замість hiems та corant замість curant. Античні за характером горельєфи наповнені романтизованою українською народною тематикою: костюмами, типажами, елементами побуту. Відтак це єдиний у місті будинок, в оформленні якого звучить тема життя і побуту українських селян. 

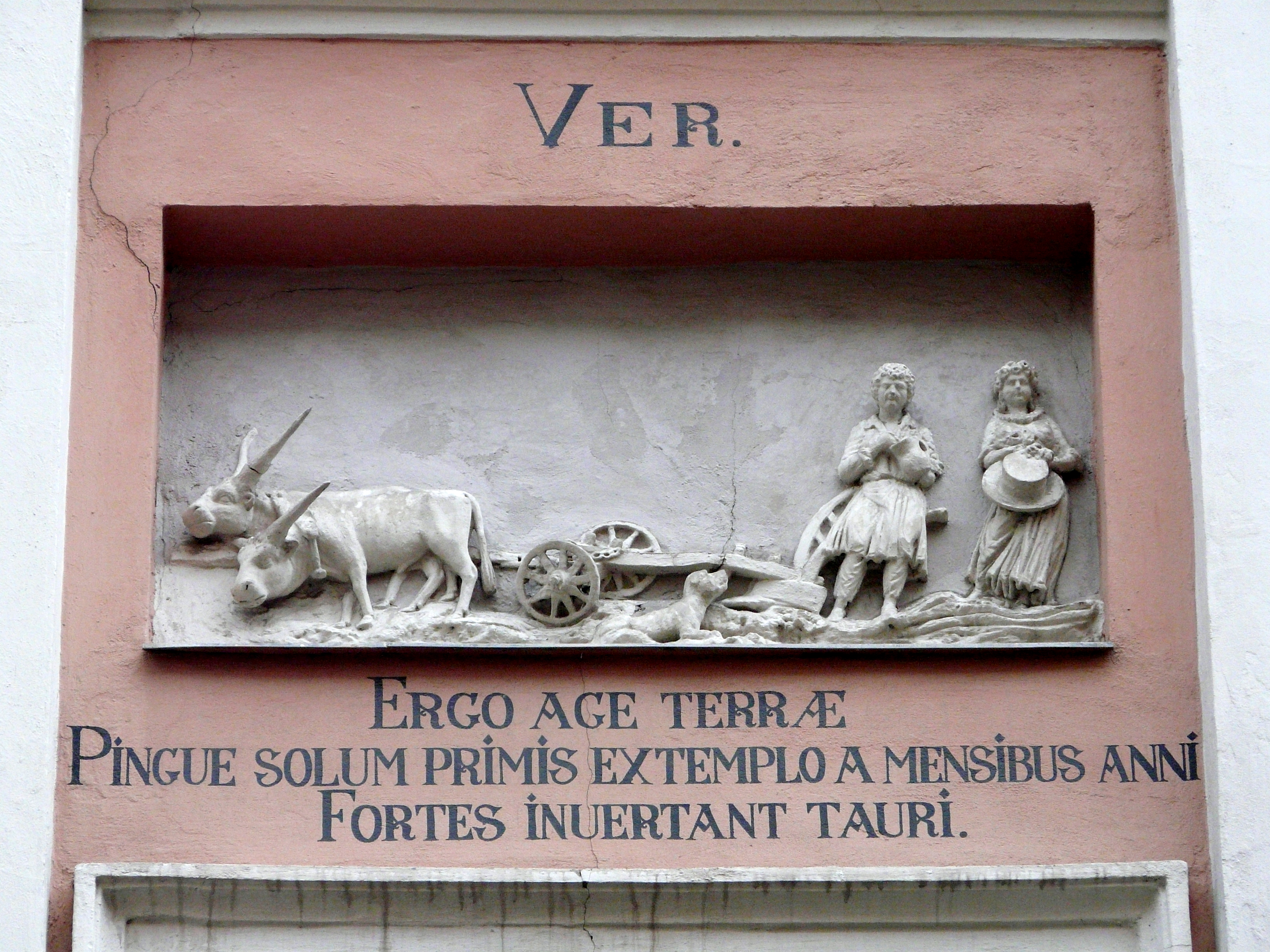
«Весна»
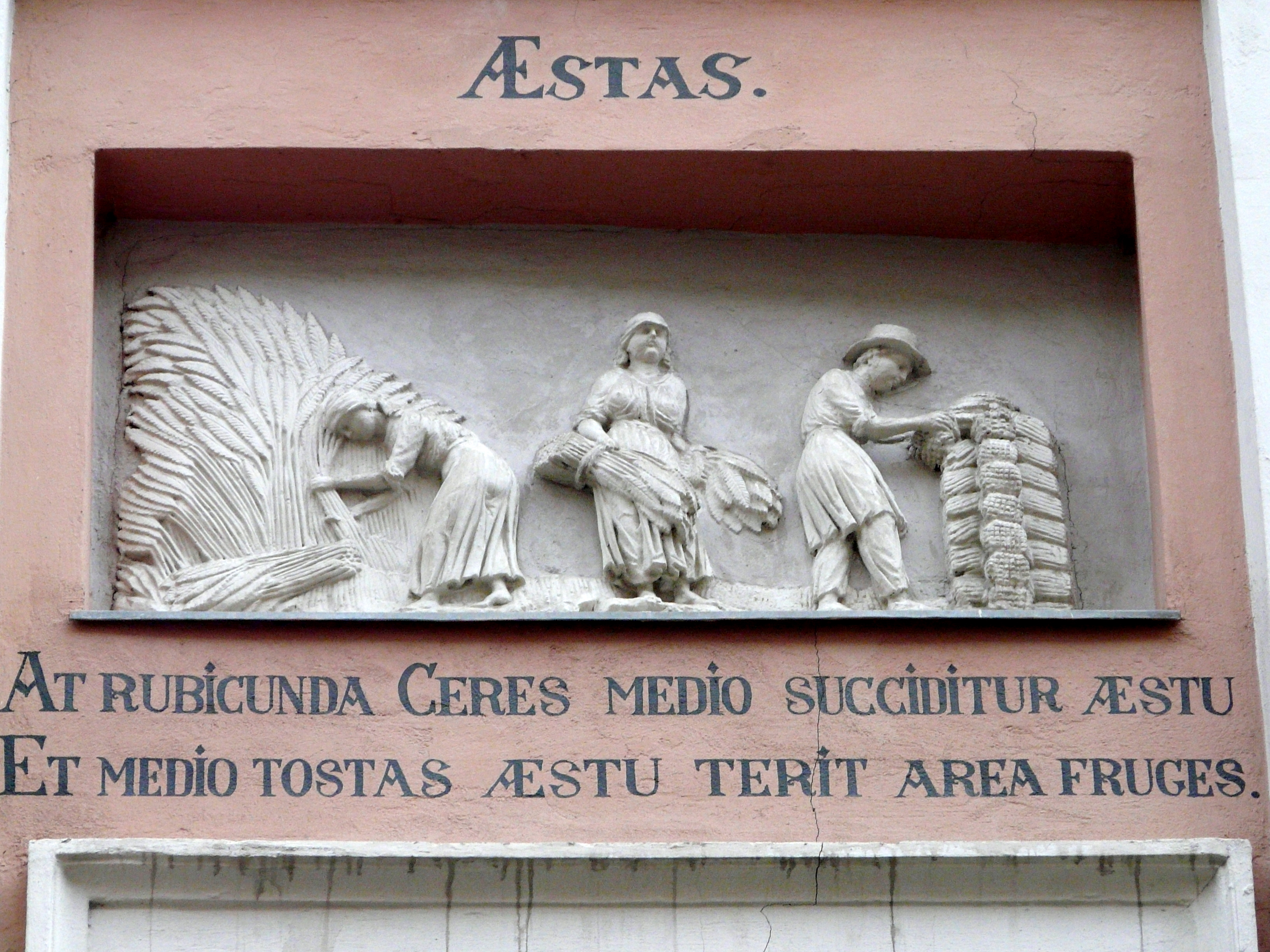
«Літо»
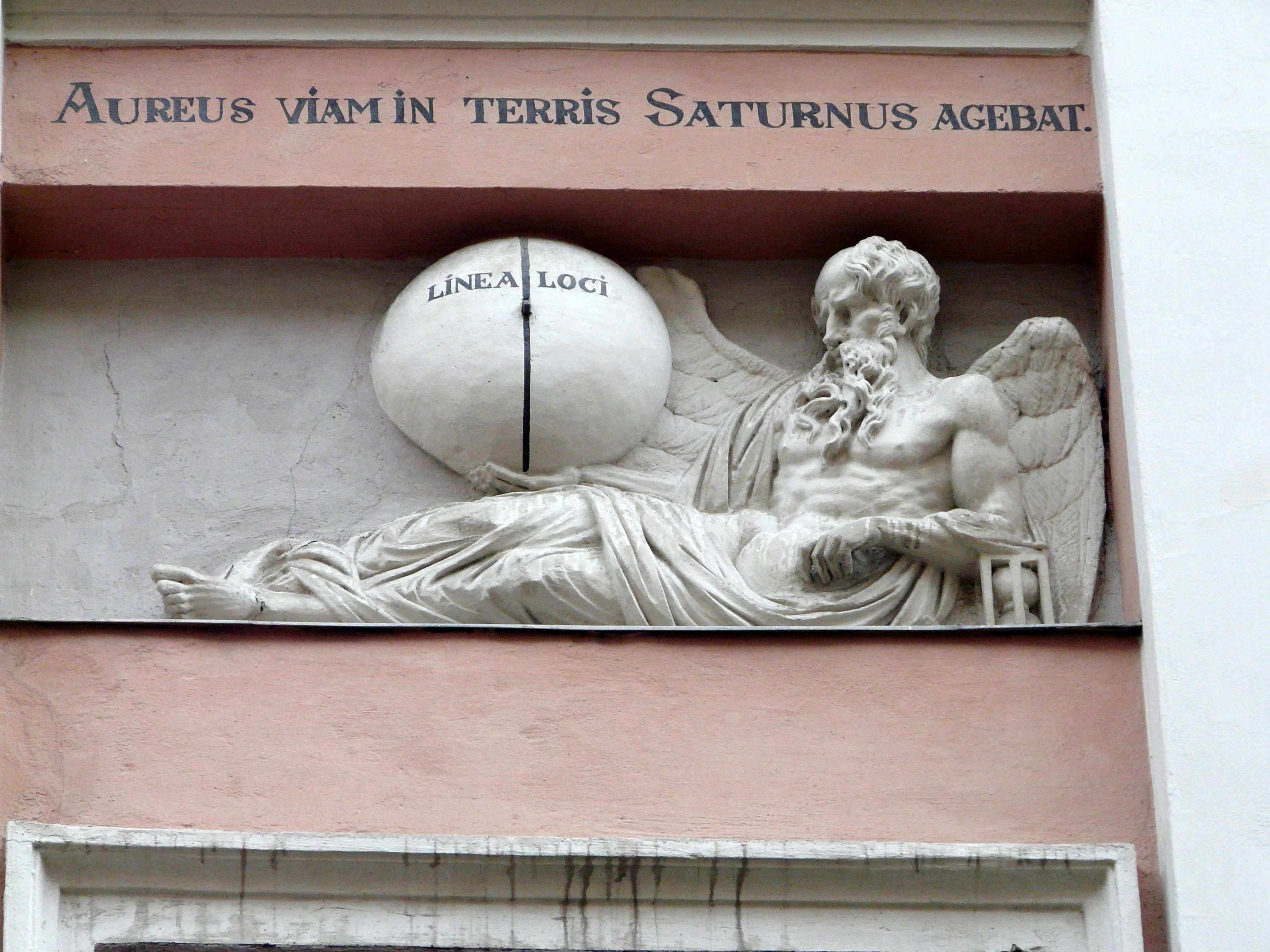
Сатурн
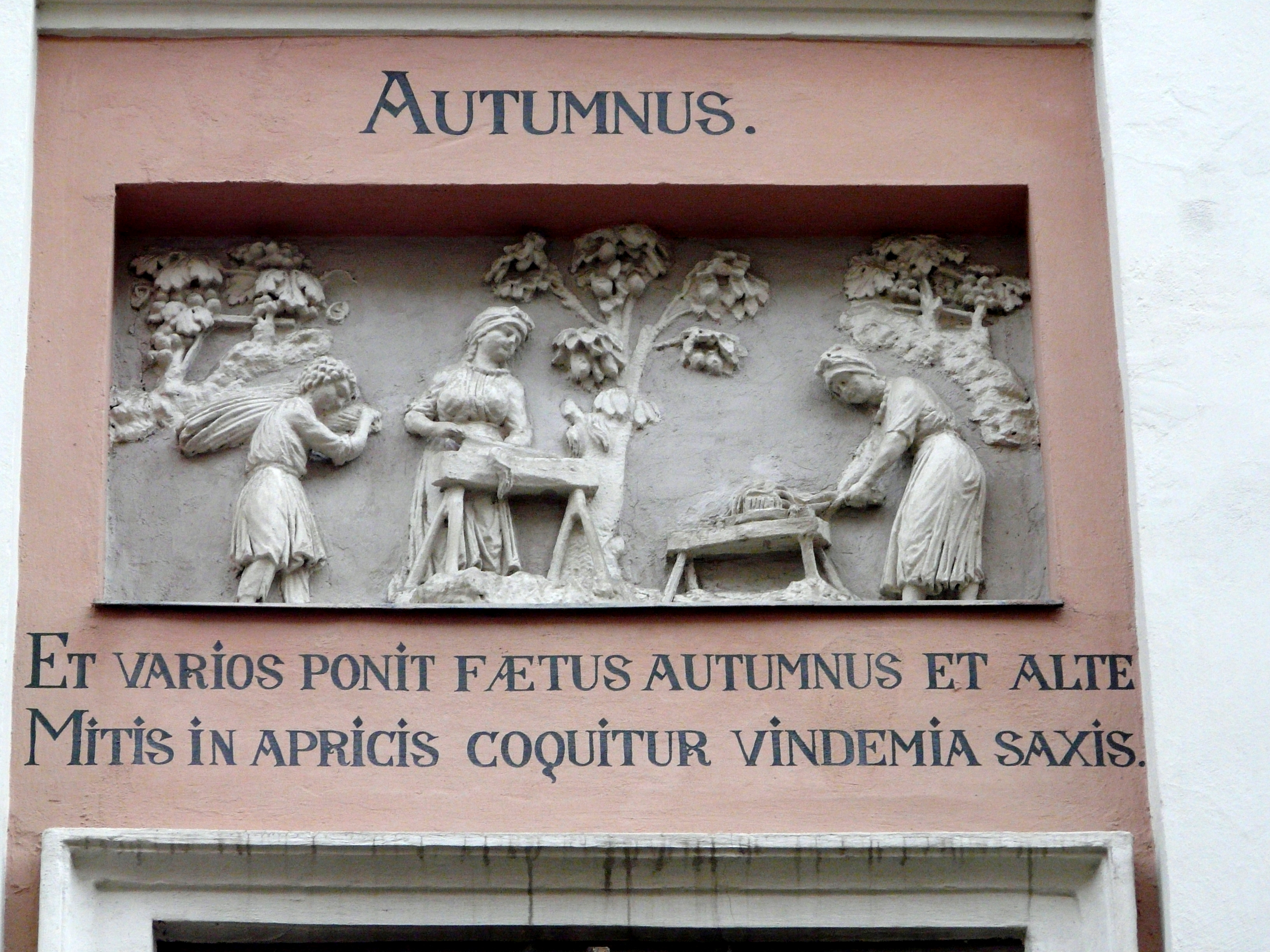
«Осінь»
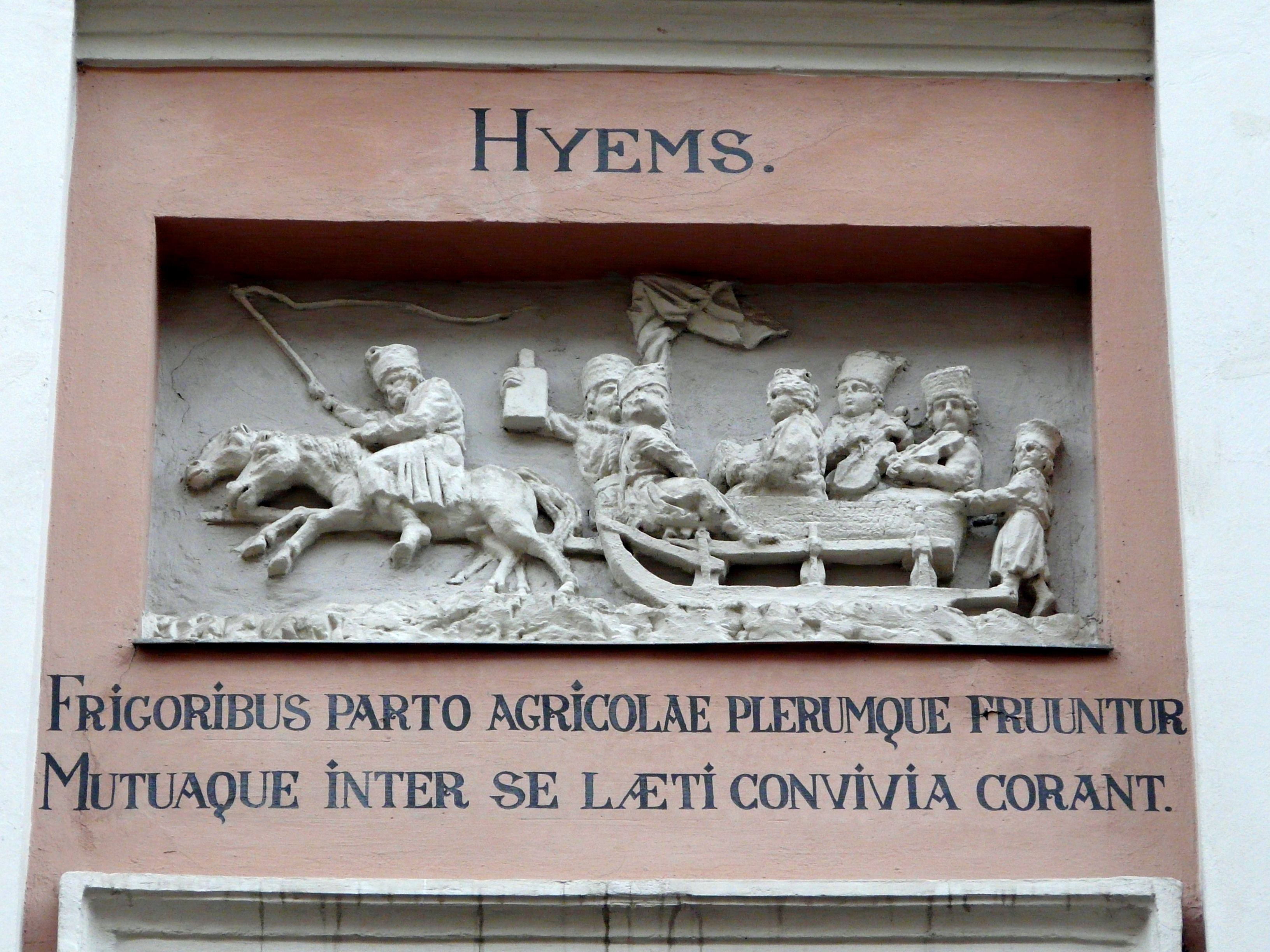
«Зима»

Пілястри другого-третього поверхів підтримають рельєфний фриз під вікнами четвертого поверху, на якому рельєфно зображені символи знаків Зодіаку, що перемежаються пишними бутонами троянд. На архітраві фриза під кожним із знаків підписана латиною дата в календарі, коли починається його «дія». Над вікнами третього поверху також розташовані рельєфні вставки: два орли із гірляндою в дзьобах над центральним вікном, два путті з гірляндою квітів над другим і четвертим вікнами, лаврові гірлянди над крайніми вікнами.
На четвертому поверсі фасад під дахом фланкований скульптурним зображеннями лелек, що дивляться в різні сторони. Правий лелека символізує прихід весни, про що свідчить напис латиною Nuntiat ver (укр. «віщує весну»), лівий — прихід зими, з написом Reducit hyemem (укр. «повертає зиму»). Капітелі пілястр четвертого поверху прикрашені крилатими голівками, які зображують вітри чотирьох сторін світу.
Горельєфні вставки відрізняються ретельним проробленням елементів (тіла, обличчя, одягу, зачіски тощо). Рельєфи із зображенням пір року виконані близько 1882 року (за іншими джерелами — у 1860-х роках) скульптором Габріелем Красуцьким, авторство зодіакального фриза деякі дослідники приписують майстерні Шімзерів і датують 1820-ми роками. Центральний барельєф із Сатурном виготовлений у 1810-х роках, його вік і характер виконання дозволяють вважати його автором скульптора Гартмана Вітвера. 

## Галерея

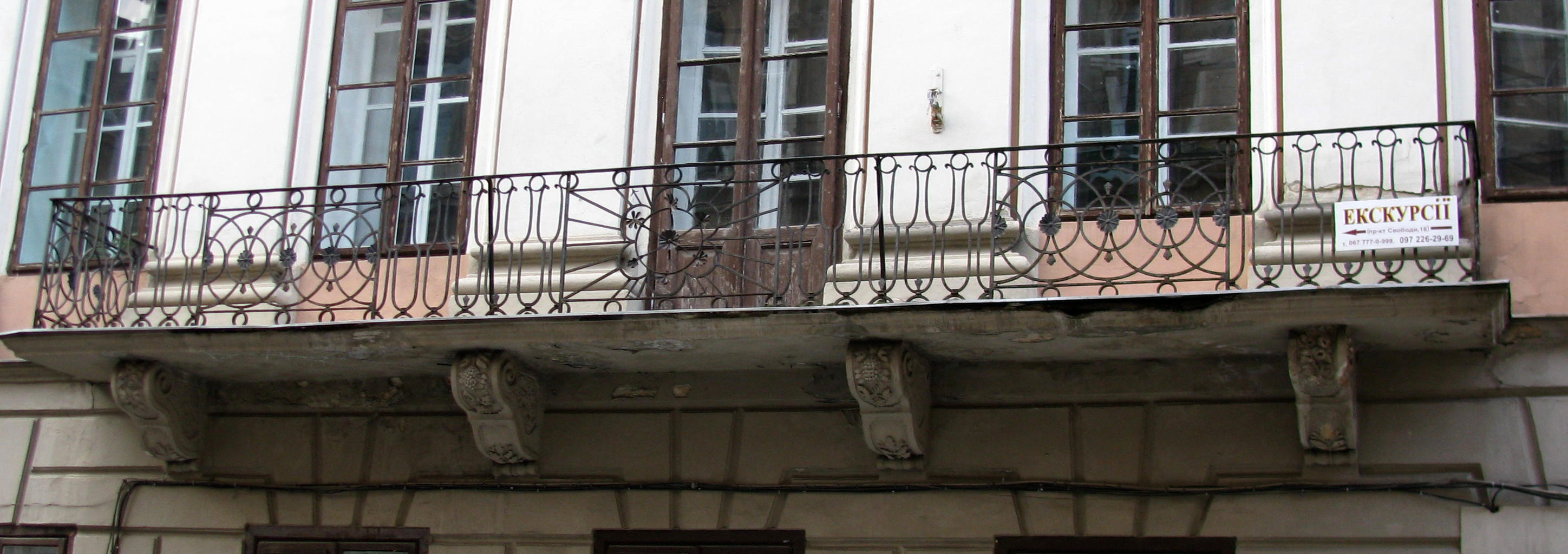
Балкон
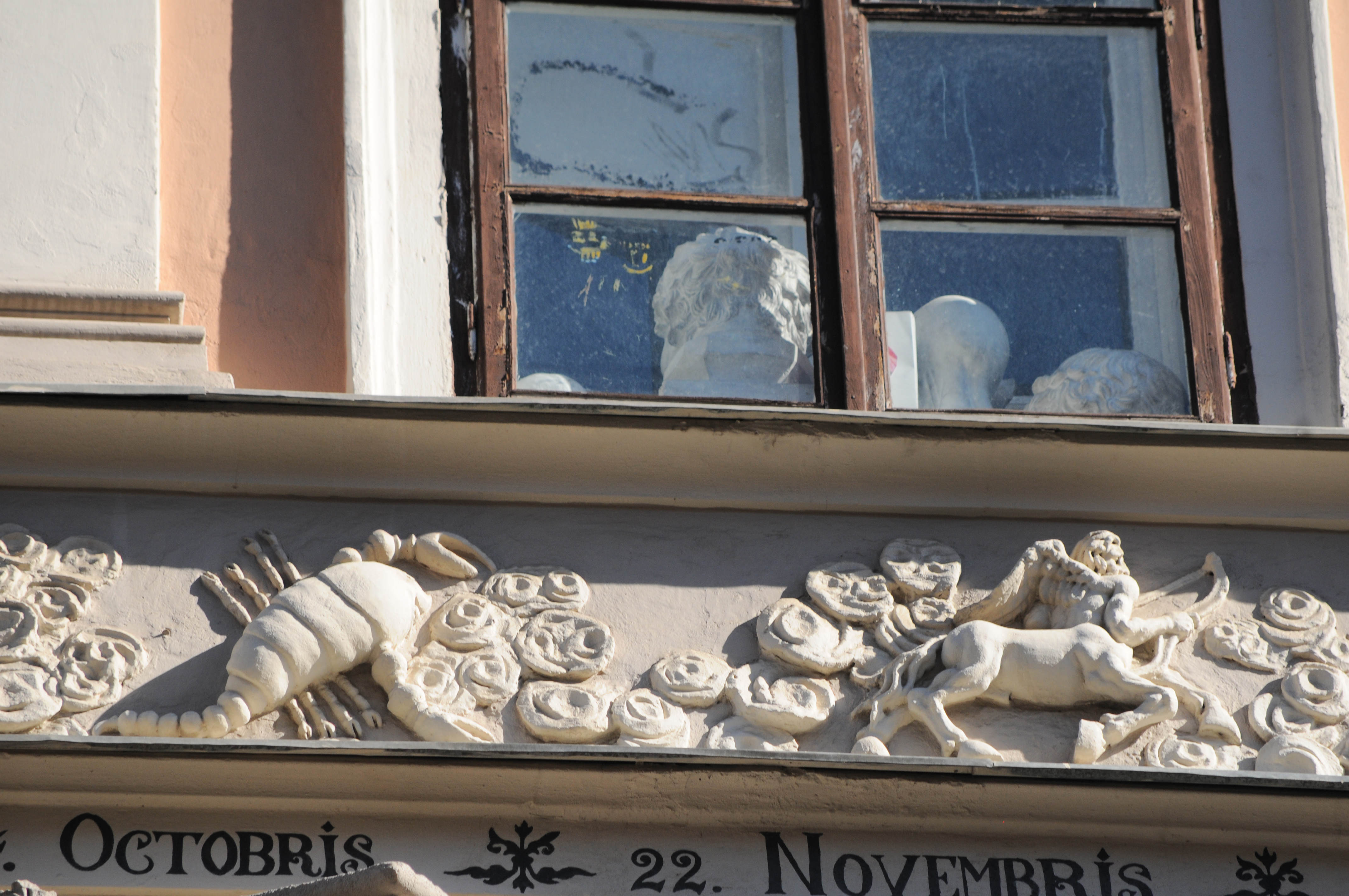
Зодіакальний фриз
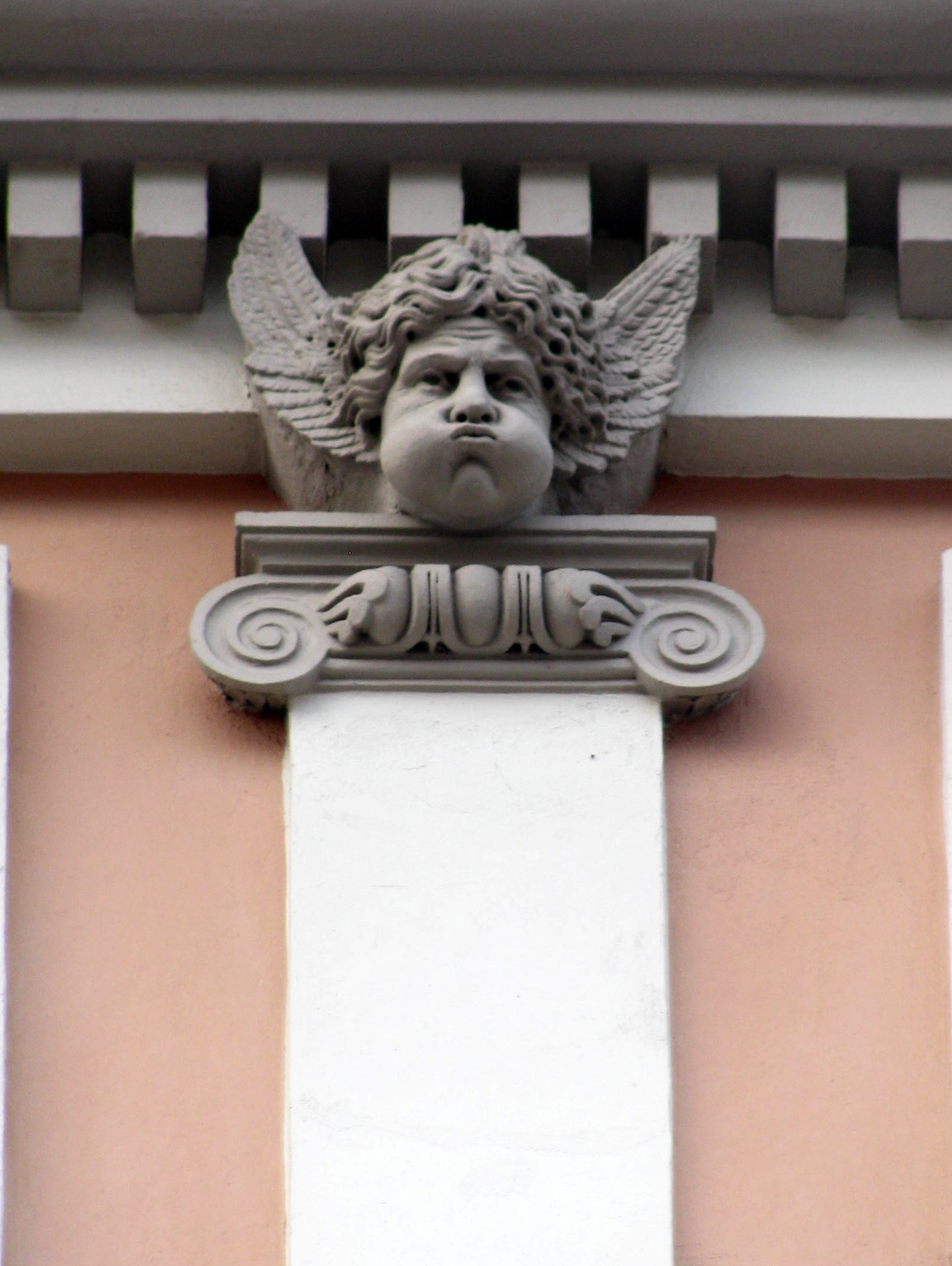
Символічне зображення вітру однієї з чотирьох сторін світу
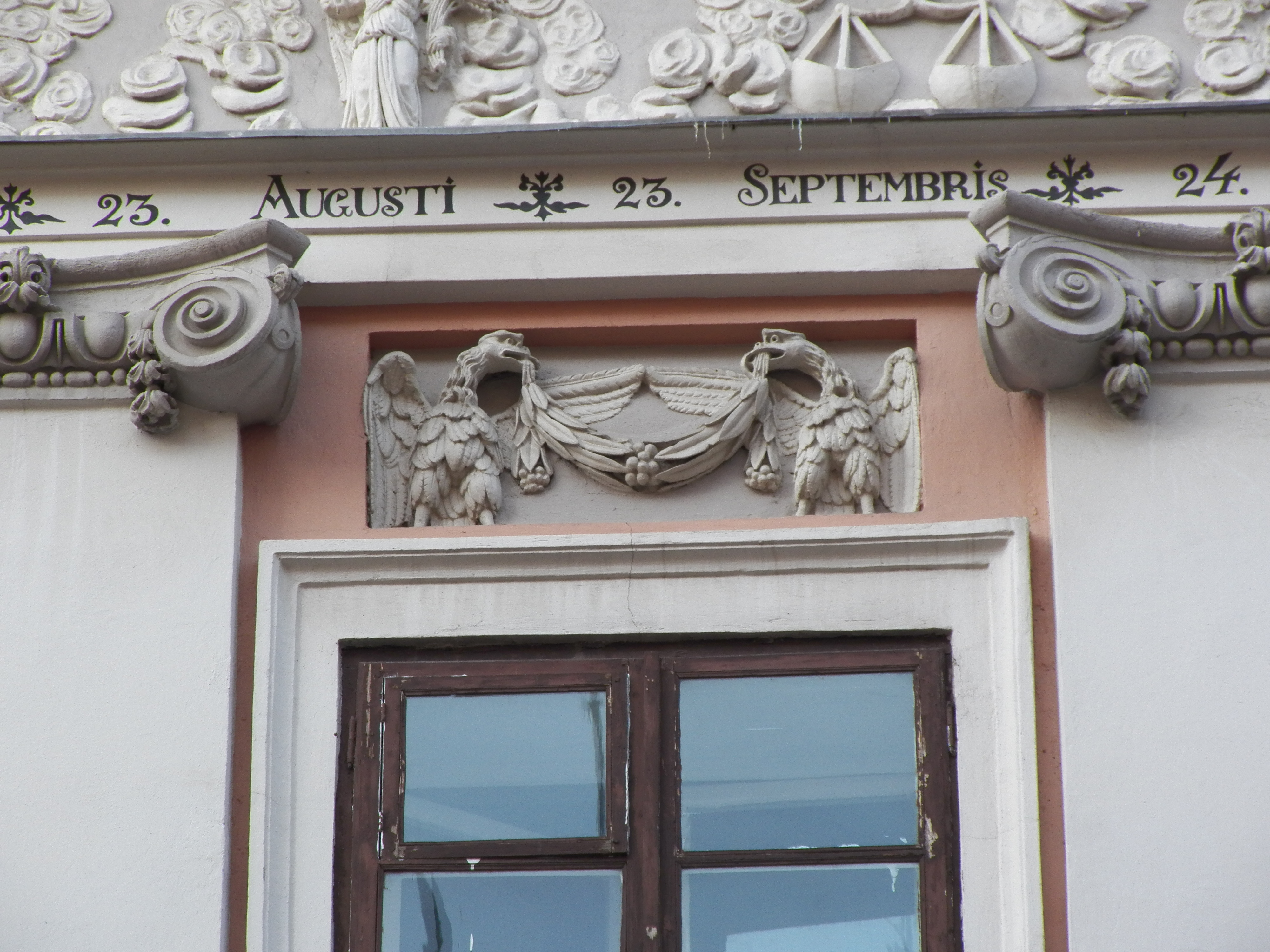
Рельєфна вставка над центральним вікном третього поверху
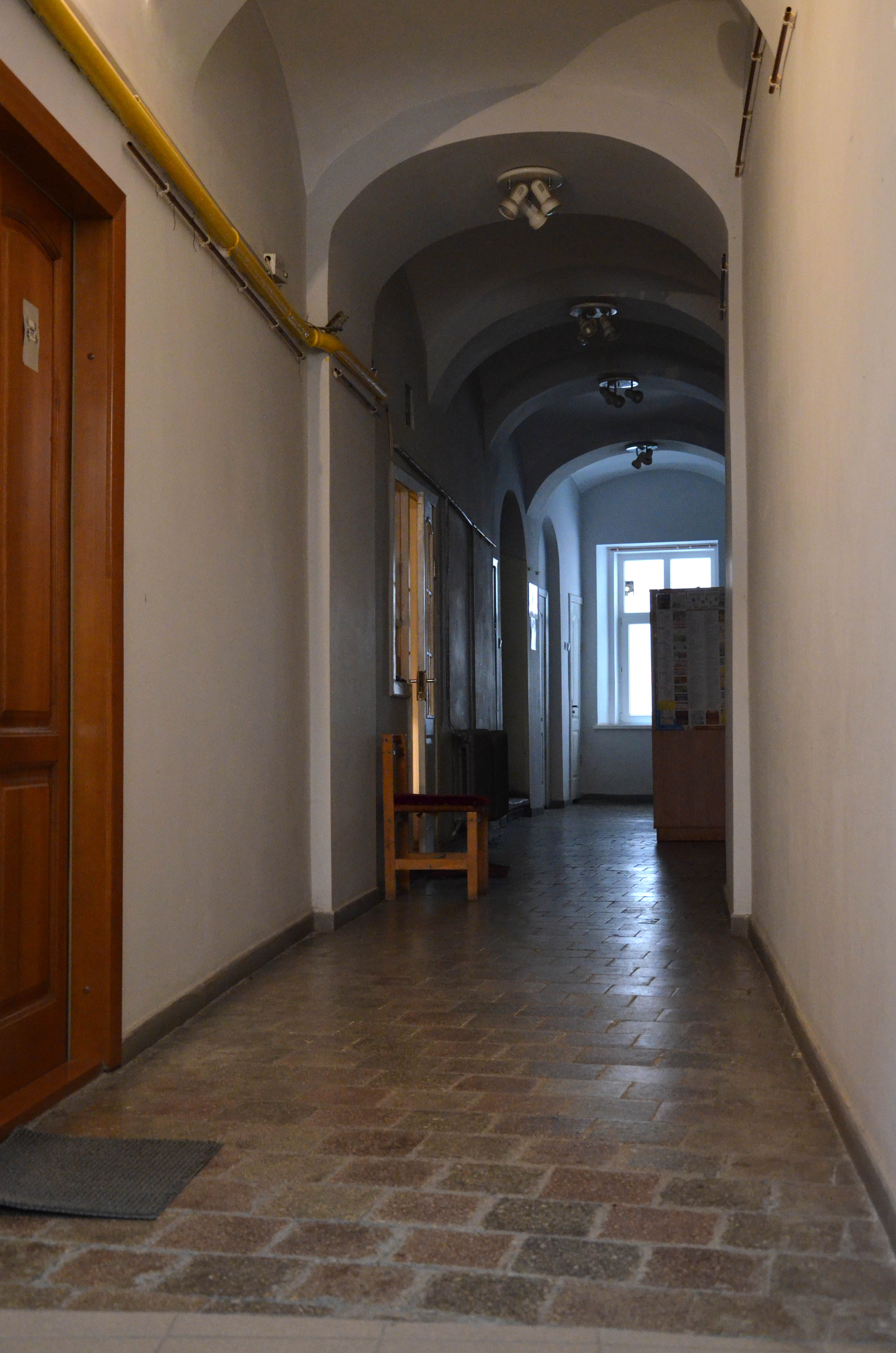
Інтер'єр